# Litofyty

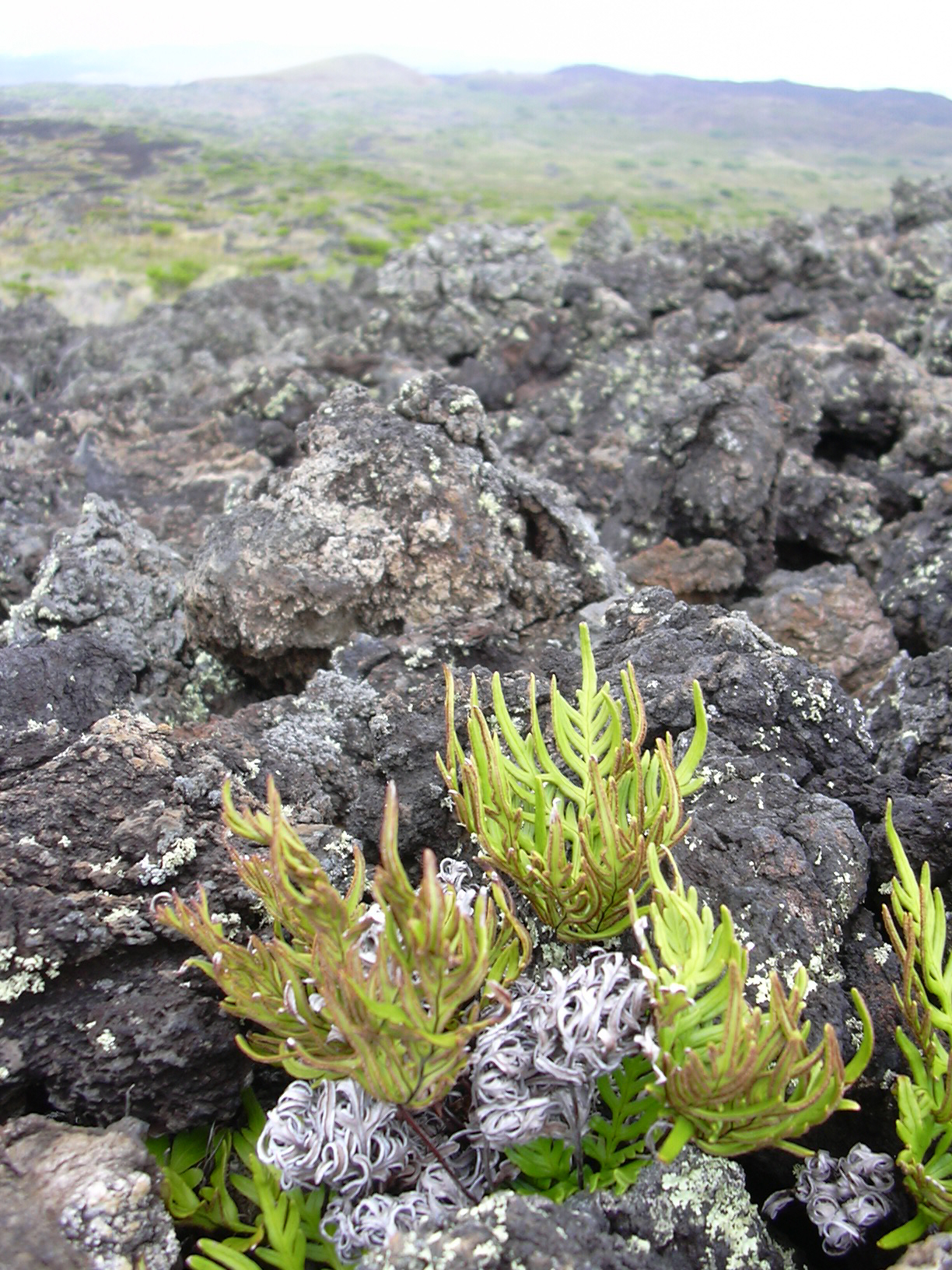
Kapradina Doryopteris decipiens rostoucí jako litofyt na lávovém poli na Havaji

Litofyty jsou rostliny přizpůsobené růstu na obnažených skalách nebo v skalnatých terénech s malým množstvím humusu. Přijímají živiny ze vzduchu, deště a z tlejícího organického materiálu v blízkém okolí. Prvotně se jedná zejména o různé řasy, sinice a lišejníky, které postupně zvětrávají horninu. V druhé fázi se zde mohou uchytit i mechy, které příznivě působí na další osidlování těchto ploch.

## Příklady litofytů

### Kapradiny
- Osladič (Polypodium), rozeklanec (Doryopteris), hemionitis (Hemionitis)[2][3]

### Vstavačovité
- Vanda, Ascocenda, Ascocentrum, Trudelia[1]

### Láčkovkovité
- Láčkovka (Nepenthes)